# Санта-Тереза-ди-Гояс
Санта-Тереза-ди-Гояс (порт. Santa Tereza de Goiás) — муниципалитет в Бразилии, входит в штат Гояс. Составная часть мезорегиона Север штата Гойяс. Входит в экономико-статистический микрорегион Порангату. Население составляет 4398 человек на 2006 год. Занимает площадь 794,553 км². Плотность населения — 5,5 чел./км².
Праздник города — 13 ноября.

## История
Город основан 13 ноября 1963 года. 

## Статистика
- Валовой внутренний продукт на 2003 год составляет 20 856 929,00 реалов (данные: Бразильский институт географии и статистики).
- Валовой внутренний продукт на душу населения на 2003 год составляет 4599,10 реалов (данные: Бразильский институт географии и статистики).
- Индекс развития человеческого потенциала на 2000 год составляет 0,729 (данные: Программа развития ООН).